# Petrișoru
Petrișoru – wieś w Rumunii, w okręgu Buzău, w gminie Racovițeni. W 2011 roku liczyła 431 mieszkańców.